# Comparação entre beisebol e críquete

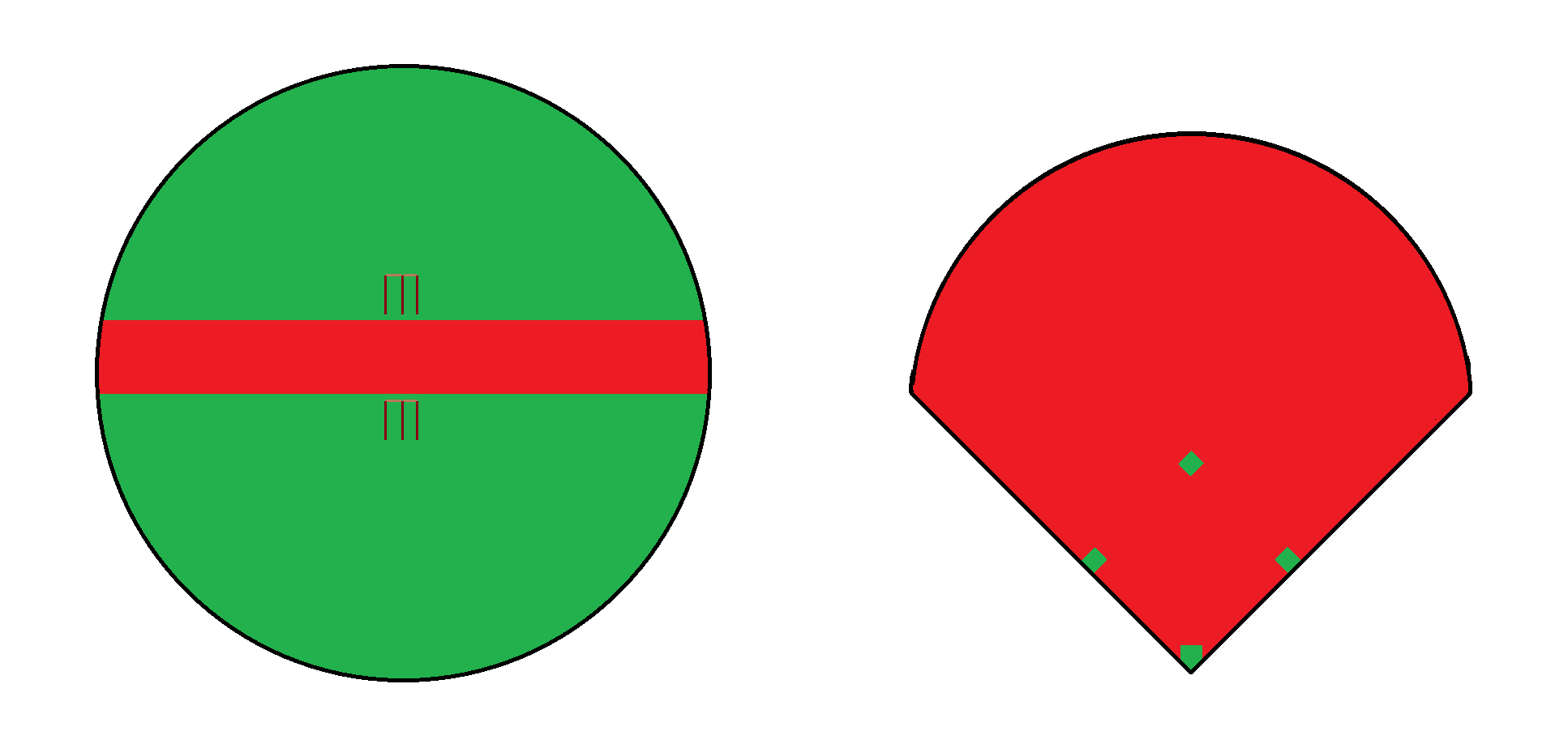
No criquete e beisebol, os jogadores do equipo ofensivo, que ficam cerca de uns "alvos", marcam pontos cuando um deles rebater a bola a distancia maior possivel dos jogadores defensivos e eles correm entre as areas verdes. O equipo defensivo pode eliminar os jogadores ofensivos por tocar a bola a um alvo (a area verde mesma no beisebol num force out, ou o wicket no criquete) se os jogadores ofensivos nao estao na area verde que tem o alvo.

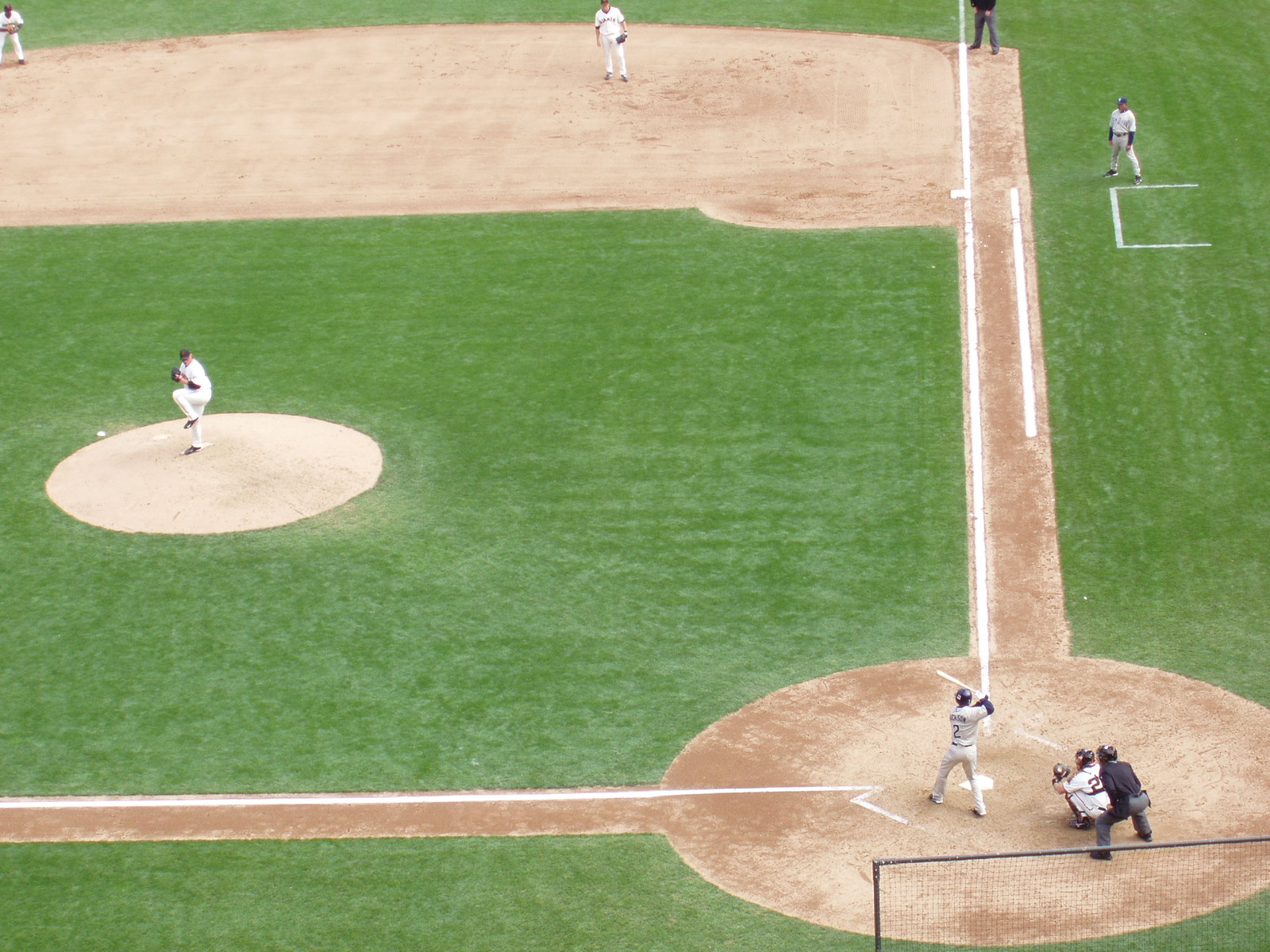
Partida de Beisebol

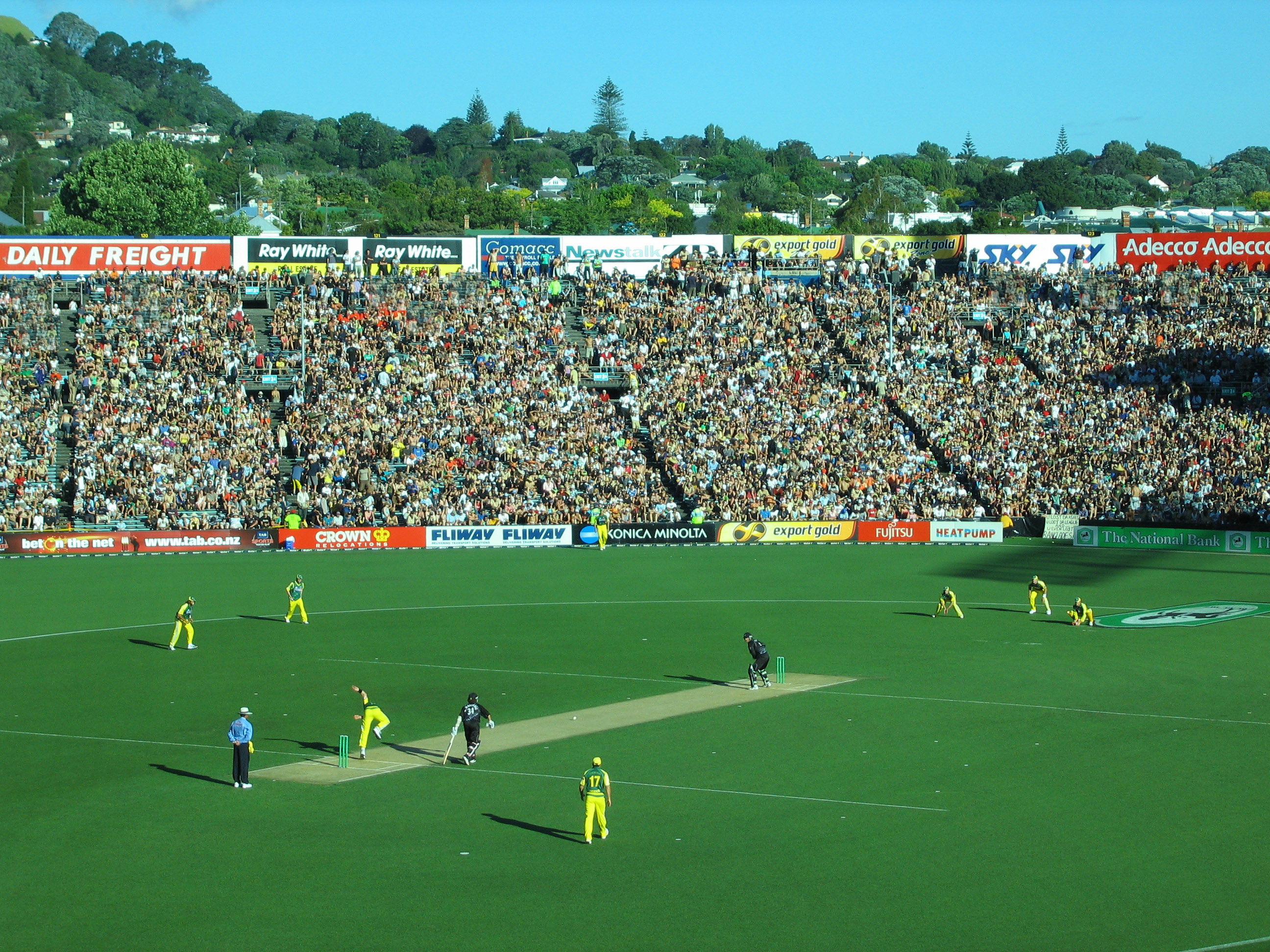
Partida de Críquete

## O esporte
| Críquete | Beisebol |
| --- | --- |
| Tem origem desconhecida, suas primeiras evidências datam do século XIII em alguns lugares no interior do Reino Unido. O primeiro bastão de Críquete data de 1729. Várias regras diferentes foram adotadas ao longo do tempo, em 1963 foi formalizado o Críquete com número limitado de overs chamada one day (a forma mais jogada no mundo atualmente). Em 2003 foi formalizada a forma Twenty20 com 20 overs fazendo o jogo demorar aproximadamente duas horas. | Surgiu de uma variação do Críquete em Nova York, nos Estados Unidos por volta do ano 1800, sendo que as primeiras regras só foram escritas em 1846 |
| É popular na Grã-Bretanha e em ex-colônias britânicas como África do Sul, Austrália e Nova Zelândia também em alguns países do Caribe, sendo que na Índia e no Paquistão é o esporte nacional | É popular nos Estados Unidos, Canadá, em vários países da América Central,Caribe, Venezuela, Japão, Taiwan e Coreia do Sul                         |
| O principal é a Copa do Mundo. Também possui alguns campeonatos nacionais. | Atualmente deixou de ser um esporte olímpico, possui copa do mundo, mas o principal evento é o recentemente criado Clássico Mundial de Beisebol.   |

## O campo
| Críquete | Beisebol |
| --- | --- |
| Formato oval, sem dimensões definidas, o tamanho mínimo para partidas internacionais é 128m por 129,8m dando uma área mínima de 145.000m² | Formato de 1/4 de círculo com raio mínimo de 76,2m, mas o recomendado é 99,1m |
| O pitch é uma listra de areia batida que mede 3,05m de largura por 20,12m de comprimento                                                  | O diamante é um quadrado que tem cada aresta medindo 27,4m de comprimento, sendo os seus vértices as bases. No centro tem o círculo do pitch que fica a 18,39m de de distância de cada uma das bases |

## O bastão
| Críquete | Beisebol |
| --- | --- |
| Formato achatado, feito de madeira de salgueiro, tem 96,5cm de comprimento, por 10,8cm de largura na parte achatada, pesa entre 1,1kg a 1,4kg | Formato arredondado, geralmente feito de madeira fraxinus ou metal, tem 1,067m de comprimento, por 7cm de diâmetro na parte mais larga, pesa no máximo 1kg |

## A bola
| Críquete | Beisebol |
| --- | --- |
| Cor vermelha, feita de cortiça coberta de couro, tem entre 22,4cm e 22,9cm de circunferência, pesa entre 156g e 163g (mais pesada) | Cor branca, feita de cortiça ou borracha coberta de couro, tem aproximadamente 7,4cm de diâmetro, pesa aproximadamente 142g (mais leve) |

## O time
| Críquete     | Beisebol    |
| ------------ | ----------- |
| 11 jogadores | 9 jogadores |

## O jogo
| Críquete | Beisebol |
| --- | --- |
| Um jogo de test Críquete pode durar até 5 dias, mas é mais usada em jogos a forma one-day Críquete (50 overs ou 40 overs) ou a Twenty20 com limite de 20 entradas por jogo. Pode durar entre 2 a 3 horas | O jogo é compreendido, normalmente, por 9 entradas (innings), sendo que em cada metade uma equipe é a atacante e a outra a defensora, alternando-se na metade seguinte. Demora normalmente por volta de 3 horas, mas pode se prolongar indefinidamente, por não haver empate, ocasião em que são jogados innings adicionais, até que uma equipe tenha vantagem irreversível sobre a outra |

### Objetivo primário
| Críquete | Beisebol |
| --- | --- |
| Existem 2 objetivos: - A defesa busca eliminar os jogadores adversário "roubando" os wickets. Quando os 10 wickets são roubados a entrada se encerra. - O ataque busca marcar mais corridas (runs) pelo pitch. Ao fim das entradas, quem houver marcado mais corridas vence a partida. | O objetivo é marcar mais corridas, que são conseguidos quando um jogador atacante rodeia completamente as 4 bases do diamante. A defesa busca, por sua vez, eliminar 3 jogadores para encerrar sua metade do inning e assim passar à condição de atacante. |

### Objetivo de defesa (arremesso)
| Críquete | Beisebol |
| --- | --- |
| Arremessar a bola para o wicket eliminando instantaneamente o adversário. Cada arremessador lança 6 arremessos válidos (um over), após o que outro defensor vem assumir a posição de arremessador. Além do arremesso diretamente para o wicket existem outras nove formas de eliminar um rebatedor adversário. | Arremessar a bola para o receptor, fazendo-a passar pela área de rebatida, sem deixar o adversário rebatê-la, até eliminá-lo com 3 receptações (strikes) |

### Objetivo de ataque (rebatida)
| Críquete | Beisebol |
| --- | --- |
| Ao rebatedor cabe rebater a bola arremessada e ganhar o maior número de corridas possíveis pelo pitch antes que a bola seja retornada ao pitch | Ao rebatedor cabe rebater a bola arremessada e correr pelo diamante para ganhar bases antes que a bola chegue à mão do adversário que defende aquela base |

### Arremesso
| Críquete | Beisebol |
| --- | --- |
| Cada arremessador tem uma série de 6 arremessos válidos sucessivos chamada over, dependendo do estilo os jogos tem número limitado de overs, geralmente variando entre 10 e 50 | Cada arremessador arremessa até conseguir eliminar 3 rebatedores adversários, encerrando assim a participação de sua equipe na entrada (inning), não havendo limite de tempo nem de pontos anotados pelo adversário |
| O arremessador corre para pegar impulso e arremessa a bola antes da linha, a bola pode tocar no chão antes de ser rebatida                                                     | O arremessador fica parado com pelo menos um pé sobre a base central para arremessar a bola, que não pode tocar no chão antes de ser rebatida                                                                       |

### Rebatida
| Críquete | Beisebol |
| --- | --- |
| Quando a bola é arremessada o rebatedor tem o objetivo de rebater a bola, ele pode rebater a bola para qualquer direção sem restrições, após rebater a bola existe a opção do rebatedor ficar ou não na sua posição, caso ele saia deverá correr até o outro lado do pitch para ganhar uma corrida. Caso algum fielder do time adversário receba a bola sem que ela toque no chão, ou receba e retorne a bola para o pitch, derrubando efetivamente o "wicket" antes que o rebatedor consiga chegar ao outro lado do pitch, o mesmo será eliminado | Quando a bola é arremessada dentro da área de rebatida, o rebatedor deve rebatê-la de forma que ela permaneça dentro da região delimitada pelas retas que partem de sua base em direção à 1ª e à 3ª bases, após isso o rebatedor deverá soltar o taco e obrigatoriamente correr à 1ª base para ganhá-la, cedendo seu lugar de rebatedor no próximo arremesso para um companheiro de equipe, e se tornando um corredor. Caso algum adversário consiga interceptar a bola sem que ela toque no chão, ou receba e retorne a bola para o guardião da base antes que o corredor ali chegue, o mesmo será eliminado. Caso o rebatedor não rebata a bola lançada dentro da área de rebatida ou faça o movimento de rebatida (swing) para uma bola lançada fora da área de rebatida, é anotado um strike contra ele, sendo eliminado no 3º. |

### Pontuação
| Críquete | Beisebol |
| --- | --- |
| A cada rebatida o jogador marca 1 ponto por corrida feita pelo pitch | A cada rebatida o jogador percorre 1 ou mais bases. Quando completa a corrida pelas 4 bases, é anotado um ponto |
| O lance em que o rebatedor joga a bola para fora do campo é chamado de boundary, se a bola tocar no chão marca-se 4 corridas, se não tocar marca-se 6 corridas | O lance em que o rebatedor joga a bola para fora do campo é chamado de home run, e faz com que o rebatedor possa percorrer o circuito completo sem ser ameaçado pelos adversários; caso haja corredores nas bases, eles conseqüentemente completam suas corridas, dando à equipe o número equivalente de pontos (no máximo 4) |
| Geralmente mostra-se no placar: Número de corridas ganhas/Número de wickets perdidos. Por exemplo: 120/5 significa 120 corridas ganhas e 5 wickets perdidos. Para estar em vantagem o time precisa ter uma alta pontuação de corridas e uma baixa pontuação de wickets. | |

## Ver Também
- Beisebol
- Críquete